# 22890 Ruthaellis
22890 Ruthaellis (1999 SF8) là một tiểu hành tinh vành đai chính được phát hiện ngày 29 tháng 9 năm 1999 bởi Nhóm nghiên cứu tiểu hành tinh gần Trái Đất phòng thí nghiệm Lincoln ở Socorro.